# Теорема Слуцкого
Теоре́ма Слу́цкого — утверждение теории вероятностей, связывает сходимость по вероятности и сходимость по распределению случайных величин. Установлена Евгением Слуцким в 1925 году, но иногда в западной литературе результат относят к Харальду Крамеру (теорема Крамера о сходимости случайных величин).
В формулировке для вероятностного пространства {\displaystyle (\Omega ,{\mathcal {F}},\mathbb {P} )} и случайных величин {\displaystyle X_{n},Y_{m}:\Omega \to \mathbb {R} } ({\displaystyle n,m\in \mathbb {N} }), если {\displaystyle X_{n}} сходится по распределению к случайной {\displaystyle X\colon \Omega \to \mathbb {R} } ({\displaystyle X_{n}\to ^{\!\!\!\!\!\!\!{\mathcal {D}}}X}), а {\displaystyle Y_{n}} сходится по вероятности к вещественной константе {\displaystyle c\in \mathbb {R} } ({\displaystyle Y_{m}\to ^{\!\!\!\!\!\!\mathbb {P} }c}), то выполнено:
{\displaystyle X_{n}+Y_{n}\to ^{\!\!\!\!\!\!\!{\mathcal {D}}}X+c},
{\displaystyle X_{n}\cdot Y_{n}\to ^{\!\!\!\!\!\!\!{\mathcal {D}}}c\cdot X}.
Таким образом, теорема обеспечивает возможность складывать и умножать сходящиеся по распределению и по мере случайные величины. Результат может быть обобщён до произвольной двухместной непрерывной функции: если (в предположениях классической теоремы) имеется непрерывная функция {\displaystyle f\colon \mathbb {R} ^{2}\to \mathbb {R} }, то:
{\displaystyle f(X_{n},Y_{n})\to ^{\!\!\!\!\!\!\!{\mathcal {D}}}f(X,c)}.
Теорема и обобщение могут быть рассмотрены как прямое следствие теоремы Манна — Вальда.